# Козина, Елена Анатольевна
Еле́на Анато́льевна Ко́зина (род. 21 июня 1959, Щёкино, Тульская область) — глава муниципального образования город Новомосковск (с мая 2009 по сентябрь 2013 года).

## Биография
Родилась 21 июня 1959 года в городе Щёкино (Тульская область).
В 1976 году окончила щёкинскую среднюю школу № 14.
В 1983 году окончила Ярославский медицинский институт по  лечебно-профилактической специальности, получив квалификацию врача. С 1984 года работала в Новомосковском родильном доме, в 2002—2012 годах — главным врачом.
В 2005 и 2008 годах избиралась депутатом Собрания депутатов муниципального образования г. Новомосковск по одномандатному округу.
В мае 2009 года избрана главой муниципального образования город Новомосковск. Свои обязанности главы Новомосковска исполняет на общественных началах, без отрыва от основной профессиональной деятельности.
С февраля 2012 года стала главным врачом государственного учреждения здравоохранения «Тульский областной перинатальный центр», совмещая свою работу с обязанностями главы муниципального образования город Новомосковск.
20 сентября 2013 года Козину на посту главы муниципального образования город Новомосковск сменил Анатолий Пророков.

## Семья
Муж — врач, кандидат медицинских наук, дочь — ученица.

## Награды
- Почётная грамота Администрации Тульской области (2006)
- Почётная грамота Министерства здравоохранения и социального развития Российской Федерации (2007)
- Знак «Отличнику здравоохранения» (2009)